# Windows XP
Windows XP este un sistem de operare dezvoltat de Microsoft pentru utilizarea pe calculatoare personale sau de business, laptopuri și centre media. Literele „XP” provin de la cuvântul englez experience (experiență).

## Caracteristici
Windows XP a primit numele de cod „Whistler”, deoarece mulți colaboratori de la Microsoft au schiat în timpul dezvoltării lui la pârtia Whistler-Blackcom din Columbia Britanică, Canada. Windows XP este succesorul sistemelor de operare Windows Me și Windows 2000, și este primul sistem de operare pentru consumatori produs de Microsoft pe modelul kernel-ului și al arhitecturii NT („New Technology”) a lui Windows NT. Windows XP a îmbunătățit vechiul Windows NT cu unul nou compatibil cu mai multe programe. Windows XP a fost lansat la 25 octombrie 2001 și până în ianuarie 2006 a fost vândut în circa 400 de milioane de exemplare, conform unei estimări făcute de IDC.
Cele mai întâlnite versiuni („ediții”) de Windows XP sunt Windows XP Home Edition, creat pentru utilizatorii care lucrează la domiciliu, și Windows XP Professional Edition, care are facilități adiționale, ca de exemplu suportul pentru domeniile Windows Server sau două procesoare fizice. El este făcut pentru utilizatorii avansați precum și companii. Windows XP Media Center Edition este îmbunătățit cu facilități multimedia ce permit utilizatorului să înregistreze și să vizioneze televiziunea digitală, să vizioneze filme DVD și să asculte muzică. Windows XP Tablet PC Edition este proiectat să poată rula pe platformele PC-urilor tabletă. Au fost lansate de asemenea Windows XP 64 bit Edition pentru procesoarele IA-64 (Itanium) și Windows XP Professional x64 Edition pentru x86-64.
Windows XP este cunoscut pentru stabilitatea și eficiența sa, în contrast cu versiunile 9x de Microsoft Windows. Prezintă o interfață semnificant modificată, prezentată de Microsoft drept mai prietenoasă pentru utilizator decât în celelalte versiuni de Windows. Un nou management al software-ului reușește să evite "iadul DLL-urilor" care a marcat celelalte versiuni de Windows. Este prima versiune de Windows care, pentru a combate pirateria informatică, necesită o activare, o facilitate care nu a fost agreată de toți utilizatorii. Windows XP a fost criticat pentru vulnerabilitățile legate de securitatea prelucrării datelor, pentru integrarea prea strânsă a aplicațiilor ca de ex. Internet Explorer și Windows Media Player, precum și pentru aspecte legate de interfața implicită a spațiului de lucru.
Windows XP a fost în lucru încă din 1999, când Microsoft a început să lucreze la Windows Neptune, un sistem de operare care urma să devină „Home Edition” al lui Windows 2000. A fost până la urmă unit cu proiectul Whistler, care a devenit mai târziu Windows XP.

## Versiuni Windows XP
- Home Edition, Professional Edition: Primele două versiuni lansate de Microsoft sunt Windows XP Home Edition și Windows XP Professional Edition. Se mai număra încă câteva versiuni: Media Center Edition, Tablet PC și x64 Edition.
- Starter Edition: Windows XP Starter Edition este o versiune ieftină de Windows XP disponibilă în Tailanda, Turcia, Malaezia, Indonezia, Rusia, India, Columbia, Brazilia, Argentina, Peru, Bolivia, Chile, Mexic, Ecuador, Uruguay și Venezuela. Este asemănător cu Windows XP Home Edition, dar este limitat la hardware ieftin, poate executa doar trei programe în același timp, și are câteva funcții dezactivate.
- Media Center Edition: Ediție creată pentru calculatoare multimedia.
- Windows XP Tablet PC Edition: Ediție creată pentru Tablet PC-uri.
- Windows XP Professional x64 Edition: Această versiune suportă extensia x86-64 la arhitectura Intel IA-32. x86-64 este implementată de AMD în procesoarele AMD64 și de Intel în procesoarele EM64T.

### Service Pack 3 (Ultimul)
Windows XP Service Pack 3 (SP3) a fost lansat în producție pe data de 21 aprilie 2008, și la dispoziția publicului prin intermediul atât al Centrului de descărcări Microsoft cât și al Windows Update începând cu 6 mai 2008.
El a început să fie în mod automat trimis la utilizatorii de Automatic Update începând cu 10 iulie 2008. Microsoft a postat o prezentare de ansamblu care detaliază noile caracteristici disponibile atât ca actualizări independente ale Windows XP, cât și portate retroactiv de la Windows Vista. Un număr total de 1174 remedieri au fost incluse în SP3. Service Pack 3 poate fi instalat pe sisteme cu versiuni de Internet Explorer 6 sau 7, precum și cu versiuni de Windows Media Player 9 și mai sus. Internet Explorer 7 nu este inclus ca parte a SP3.

## Windows Genuine
Windows Genuine (Windows Original) este modalitatea prin care Microsoft încearcă să oprească pirateria sistemelor de operare ale companiei. Calculatoarele care au instalat Windows XP și au funcția de auto-actualizare pornită, primesc ca actualizare Windows Genuine Advantage Tool. Acest program verifică dacă calculatoarele au Windows XP original (Un calculator cu Windows XP original are un product key diferit). Dacă calculatorul verificat nu are Windows XP original, spațiul de lucru devine negru odată la 60 de minute și o mică fereastră informează utilizatorul că nu posedă Windows original și îl invită să cumpere o versiune originală. De asemenea, nu se mai pot face actualizări în afară de cele critice.

### Windows Genuine în China
Pe 20 octombrie 2008, mai mulți utilizatori de Windows XP din China au primit un spațiu de lucru negru, deoarece Microsoft a introdus sistemul Windows Genuine Advantage pe calculatoarele cu sistemul de operare în chineză, în efortul lor de a opri pirateria, care este foarte populară în China. Versiunea de WGA este mult mai ostilă comparativ cu cea veche, deoarece face utilizarea sistemului mult mai grea. Având în vedere majoritatea utilizatorilor „pirați” din China, foarte mulți au experimentat „sindromul spațiului de lucru negru” când spațiul de lucru al sistemelor de operare devenea negru la fiecare 60 de secunde, de asemenea afișând constant fereastra de informare a utilizatorului cu privire la originalitatea Windows. Mai mulți utilizatori au reclamat dezactivarea programelor din gama Microsoft Office, precum Word, PowerPoint și Outlook.
Văzând mai multe articole publicate pe portalurile chinezești Sohu.com, QQ.com, 21cn.com și multe altele, un număr foarte mare (peste 60% din cei care au supraviețuit) sunt ostili cu Microsoft Windows Genuine Advantage și Microsoft Office Genuine Advantage.
De asemenea ca ultimă soluție s-a găsit scoaterea din Panoul de Control, ulterior s-a eliminat Windows Genuine Advantage Tools după care s-a recurs la modificarea registrilor și cheilor de intrare +WgaLogon eliminandu-le ulterior, dezactivând Actualizările automate din Windows XP și într-un final problema fusese rezolvată.

## Cerințe de sistem
Mai jos sunt prezentate cerințele de sistem pentru Windows XP Home și Professional:
|                        | Minim                                                                                           | Recomandat                                                                                      |
| ---------------------- | ----------------------------------------------------------------------------------------------- | ----------------------------------------------------------------------------------------------- |
| Procesor               | 233 MHz                                                                                         | 300 MHz sau mai mare                                                                            |
| Memorie                | 64 MO RAM                                                                                       | 128 MO RAM sau mai mult                                                                         |
| Placă video și monitor | Super VGA (800 × 600) sau rezoluție mai mare                                                    | Super VGA (800 × 600) sau rezoluție mai mare                                                    |
| Spațiu liber pe disc   | 1,5 GO sau mai mult (1,8 GO în plus pentru Service Pack 2 și alți 900 MO pentru Service Pack 3) | 1,5 GO sau mai mult (1,8 GO în plus pentru Service Pack 2 și alți 900 MO pentru Service Pack 3) |
| Unități                | CD-ROM sau DVD                                                                                  | CD-ROM sau DVD                                                                                  |
| Echipamente            | Tastatură. Microsoft Mouse sau un alt mouse compatibil                                          | Tastatură. Microsoft Mouse sau un alt mouse compatibil                                          |
| Sunet                  | Placă de sunet. Microfon sau căști                                                              | Placă de sunet. Microfon sau căști                                                              |

## Suport tehnic
Microsoft a oferit suport tehnic complet pentru Windows XP Home Edition și Professional Edition până la 30 septembrie 2005. Suportul tehnic pentru Windows XP Service Pack 1 a fost retras la 10 octombrie 2006, iar cel pentru Windows XP Service Pack 2 a fost a retras pe 13 iulie 2010, la aproape șase ani după disponibilitatea generală a acesteia.
Compania a oprit licențele generale de Windows XP pentru OEM și vânzările cu amănuntul ale sistemului de operare pe 30 iunie 2008, la 17 luni după lansarea Windows Vista. Cu toate acestea, în mod excepțional, a fost anunțat pe 3 aprilie 2008 instalarea XP pe netbook-uri timp de un an de la disponibilitatea Windows 7 (adică până în 22 octombrie 2010).

La 14 aprilie 2009 Windows XP a ajuns la sfârșitul perioadei de suport de masă și a intrat în faza de suport extins. 
În timpul fazei de suport extins, Microsoft continuă să ofere actualizări de securitate în fiecare lună pentru Windows XP.
Cu toate acestea, nu mai oferă suport tehnic gratuit, cererile de garanție, precum și modificări de proiectare.
La 8 aprilie 2014, tot suportul gratuit pentru Windows XP, inclusiv actualizările de securitate și remedierile rapide, a fost reziliat.

Cele mai probabile consecințe vor fi atacurile informatice pe aceste sisteme de operare, care se vor înmulți considerabil. Utilizatorii vor putea să descarce în continuare actualizări și remedieri rapide vechi de la Windows Update. Microsoft recomandă ca utilizatorii să facă upgrade la Windows 7.

În iulie 2010, Microsoft a anunțat că permisiunea pentru downgrade de la Windows 7 la Windows XP s-ar putea aplica până la sfârșitul ciclului de viață al Windows 7.

Acest anunț nu include nicio promisiune de a extinde suportul tehnic, actualizări de securitate, sau remedierile rapide dincolo de 8 aprilie 2014, termenul limită.
Ulterior, Microsoft a anunțat că pentru utilizatorii care au în calculator una sau mai multe aplicații instalate care nu sunt compatibile cu versiunile mai noi de Windows, există alternativa de a percepe o taxă de suport individualizat (începând cu 200 USD pe an per sistem de operare).

## Teme
Windows XP a prezentat noi teme dar a menținut de asemenea și tema clasică Windows Classic.

### Luna
Luna este numele de cod al temei vizuale implicite din Windows XP.
Cunoscută oficial sub denumirea Windows XP style, tema este disponibilă în trei scheme de culoare: Default (blue); Olive Green și Silver, adică Implicită(albastru); Verde Măsliniu și Argintiu. Implicită este tema albastră, la fel ca imaginea implicită a spațiului de lucru (Bliss) este disponibilă prima dată când utilizatorul face log on.
Numele de cod pentru aceste teme sunt Blue (Albastru), Homestead și Metallic, în ordine pentru temele amintite mai sus. Asta se poate observa prin utilizarea mai multor editori de fișiere de sistem precum Resource Hacker.
Comparativ cu versiunile precedente de Windows, noua schemă de culori accentuează trăsăturile noului sistem de operare, utilizând interfața cu margini ondulate la fiecare fereastră. Pieile (skin), ca oricare altele de tipul msstyles utilizează CSS.

### Royale
Royale (de asemenea cunoscută ca „Media Center style” și versiunea albastră ca „Energy Blue”) este un concept grafic GUI produs de Microsoft și introdus în 2004 pe sistemele de operare Windows XP Media Center. Este compusă dintr-o imagine de fond nouă (inspirată de Bliss, dar creată pe calculator), o temă a spațiului de lucru și o piele (skin). Conceptul prezintă extraordinar culorile albastru și verde. Tema poate fi folosită acum de orice utilizator de Windows XP original (Genuine), începând din 2005 și conține 2 scheme de culoare: Royale (versiunea albastră) și Royale Noir (ediția neagră).

## Abandonare
Windows XP pentru sisteme x86 și x86_64 a fost abandonat de Microsoft, care a încetat suportul gratuit pe 8 aprilie 2014 (suportul continuă, dar cu plată). Cei care vor folosi Windows XP după această dată riscă situația de zero day permanent, din cauza descoperirii de către crackeri a unor noi hibe de securitate prin examinarea aducerilor la zi pentru versiuni mai noi de Windows. Unele guverne occidentale au încheiat contracte de milioane de euro pentru a primi în continuare suport pentru Windows XP.